# Tórtora rogenca
La tórtora rogenca (Streptopelia orientalis) és una espècie d'ocell de la família dels colúmbids (Columbidae) que habita boscos i sabanes de l'Àsia central i Meridional, des del Kazakhstan, Mongòlia, sud de Sibèria, Sakhalín i Japó, cap al sud, a través de la Xina i Tibet, fins al nord de l'Afganistan i del Pakistan, l'Índia, Bangladesh, Myanmar, Taiwan, Hainan i nord d'Indoxina. Les poblacions septentrionals migren cap al sud per passar l'hivern.